# Zone de libre-échange entre les États-Unis et le Moyen-Orient
La zone de libre-échange entre les États-Unis et le Moyen-Orient, en anglais US-Middle East Free Trade Area (MEFTA), est un projet durant les années 2003 et 2004 de administration Bush d'amélioration des échanges commerciaux avec le Moyen-Orient au travers de plusieurs accords bilatéraux ainsi qu'à travers une aide à l'adhésion à l'OMC. Malgré son nom, ce n'est pas un projet de création d'une zone de libre échange ad-hoc, mais plutôt des actions bilatérales qui à long termes auraient pu permettre d'avoir un accord avec toute la région. Les accords bilatéraux qui ont été concernés par cette politique sont notamment l'accord de libre-échange entre les États-Unis et Oman, l'accord de libre-échange entre les États-Unis et le Maroc ou encore l'accord de libre-échange entre les États-Unis et Bahreïn.